# Lepidagathis alvarezia
Lepidagathis alvarezia är en akantusväxtart som först beskrevs av Christian Gottfried Daniel Nees von Esenbeck, och fick sitt nu gällande namn av Kameyama, Wassh. och J.R.I.Wood. Lepidagathis alvarezia ingår i släktet Lepidagathis och familjen akantusväxter. Inga underarter finns listade i Catalogue of Life.